# Microliobunum
Microliobunum is een geslacht van hooiwagens uit de familie Sclerosomatidae.
De wetenschappelijke naam Microliobunum is voor het eerst geldig gepubliceerd door Roewer in 1912. 

## Soorten
Microliobunum omvat de volgende 2 soorten:
- Microliobunum brevipes
- Microliobunum iranum